# Борш
Боршът е зеленчукова супа от Украйна, обикновено с цвекло, което ѝ придава наситен червен цвят.
Широко разпространено е вярването, че боршът идва от Украйна, но той е част от кулинарната традиция на много народи в Източна и Централна Европа. Супата се нарича „баршч“ на полски език, „борщ“ на руски, „боршч“ (пише се „борщ“) на украински, „борш“ на молдовски и румънски.

## Рецепти
Съществуват различни местни разновидности на основната рецепта за борш. Във всички се повтаря телешкият бульон от кости, който е основен:
- В руската кухня той винаги е с цвекло, месо и зеле и не задължително картофи.
- В украинската, беларуската и полската кухня цвеклото е стандартно, а картофите и зелето са незадължителни. Обикновено се сервира с малки хлебчета и чесън.
- В румънската кухня борш е всяка кисела супа, приготвена с ферментирали пшенични трици (които също се наричат „борш“).
- В Западна кухня в хонгконгски стил боршът включва домати вместо цвекло, както и говеждо месо, зеле, картофи и моркови.
- В менонитската кухня, „борш“ се нарича всяка супа.
- В българската кухня „борш“ се приготвя с кисело зеле и пюрирани или ситно надробени варени картофи, към чийто бульон се добавя горещо олио с червен пипер. Сервира се като в украинската кухня, с малки печени питки и чесън, но на вкус прилича повече на румънския вариант на борш. Парадокс е, че българите наричат този вариант на приготвяне на борш „руски“, а ястието по тази рецепта се приема за оригинален руски борш. Съществува и вариант, при който вместо кисело зеле се използва листният зеленчук киселец, а приготвено по този начин ястие, българите наричат „летен борш“. Летният борш се сервира и с кисело мляко.

Други обичайни незадължителни съставки в зависимост от кухнята са домати, моркови, свинско месо, пилешко месо, боб, лук, краставица и гъби.
Боршът може да се готви и сервира както горещ, така и студен. Често се омекотява чрез добавяне на заквасена или бита сметана.